# Kleopatra hi-fi

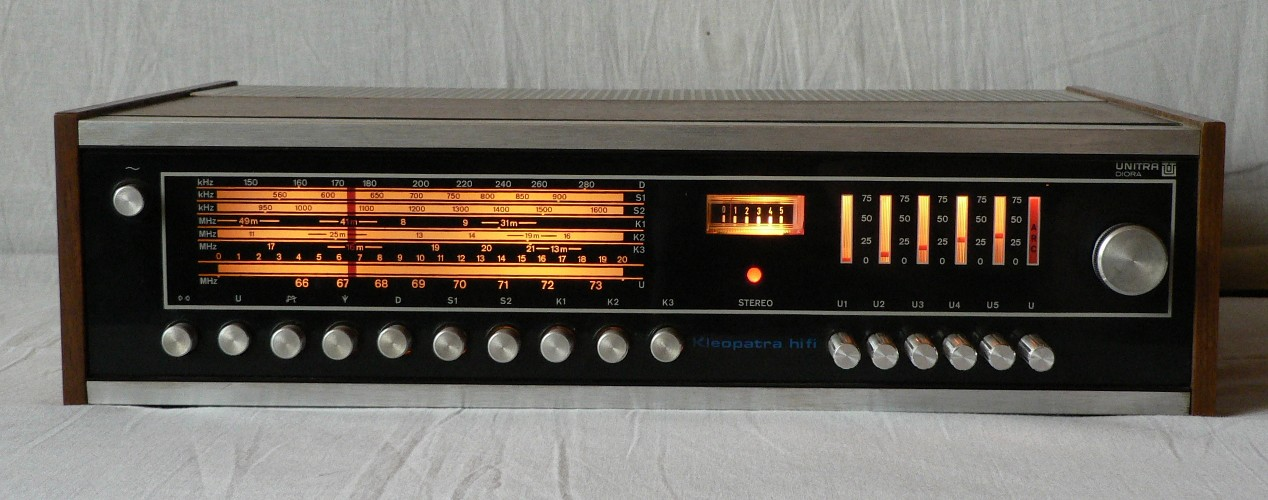
Tuner TST-102 Kleopatra hi fi

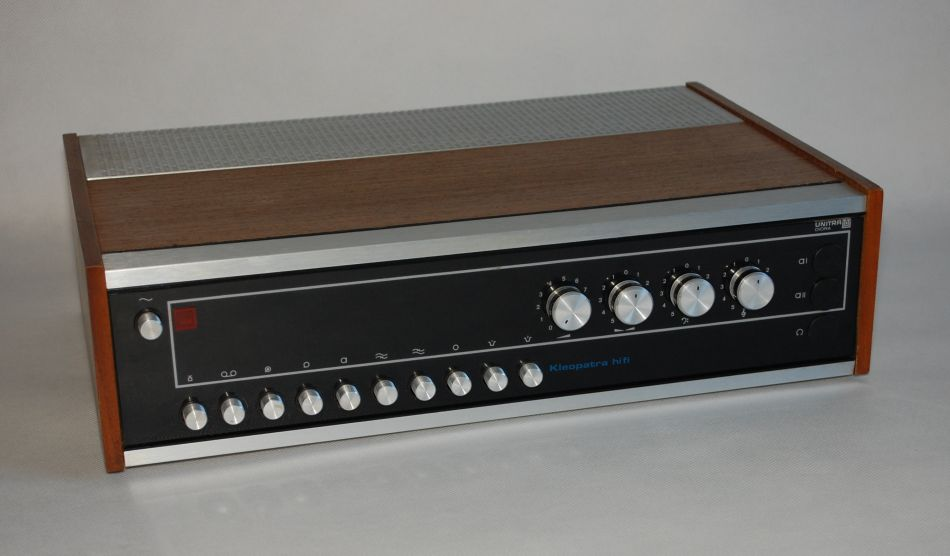
Wzmacniacz WST-102 Kleopatra hi fi

Kleopatra hi fi – nazwa przypisana polskiemu zestawowi elektroakustycznemu, składającemu się z dwóch segmentów: tunera i wzmacniacza stereofonicznego. Produkowany był w latach 70. XX wieku przez Diorę jako następca zestawu Meluzyna.

## OdmianyKleopatry

### DST-102Kleopatra hi fi
Pierwsza seria została wprowadzona do produkcji w 1975, zastępując tym samym odbiorniki Meluzyna. Podobnie jak Meluzyna, zestaw ten składał się z dwóch segmentów: tunera stereo TST-102 i wzmacniacza WST-102. Spełniał wszystkie wymogi normy DIN45500 z 1973, kwalifikujące go jako zestaw Hi-Fi.
- Wzmacniacz jest wizualnie podobny do wzmacniacza Meluzyny, jednak różni się od niego obecnością gniazd mikrofonowych i słuchawkowych na płycie czołowej, a także brakiem wskaźników wysterowania. Posiada on regulację głośności, balansu, tonów niskich i wysokich, a także filtry: górnoprzepustowy, dolnoprzepustowy oraz dwa filtry kontur. W przeciwieństwie do WST-101 nie posiadał stabilizatora napięcia w zasilaczu. Za tranzystory mocy służyły importowane tranzystory 2N3055. Wzmacniacz mógł pracować z gramofonami wyposażonymi we wkładki magnetyczne (czułość: ≤5 mV / 47 kΩ) i krystaliczne (≤300 mV / 1 MΩ). Moc wyjściowa wzmacniacza wynosiła 20 W przy obciążeniu 4 Ω, zaś poziom zniekształceń przy mocy 10 W dla częstotliwości 40–12500 Hz wynosił 1%.[1]
- Tuner TST-102 jest tunerem czterozakresowym, posiada 3 podzakresy dla fal krótkich i 2 dla fal średnich. W odróżnieniu od poprzednika ma on tylko jedno pokrętło strojenia dla zakresów AM i FM. Posiada wychyłowy wskaźnik mocy sygnału i programator dla 4 stacji UKF, a także układ ARCz. Głowica UKF GFE-101 montowana w tych tunerach jest ekranowana blachą aluminiową (od góry) i mosiężną (od spodu)[2].
- Do zestawu fabrycznie dołączano 2 dwudrożne zestawy głośnikowe ZG 25C, produkowane przez Tonsil.

### DSH-402Kleopatra 2 Hi-Fi
Układ elektryczny identyczny jak w przypadku DST-102. Panel frontowy został zastąpiony płytą aluminiową, a kratka wentylacyjna została zastąpiona kilkoma otworami. Istniała również wersja z czarnym panelem. DSH-402 wraz z magnetofonem szpulowym Dama Pik, gramofonem Daniel i parą zestawów głośnikowych ZGZ 20/4 H5 oraz wolnostojącym stelażem wchodził w skład zestawu wieżowego ZM-1001.